# North Pole

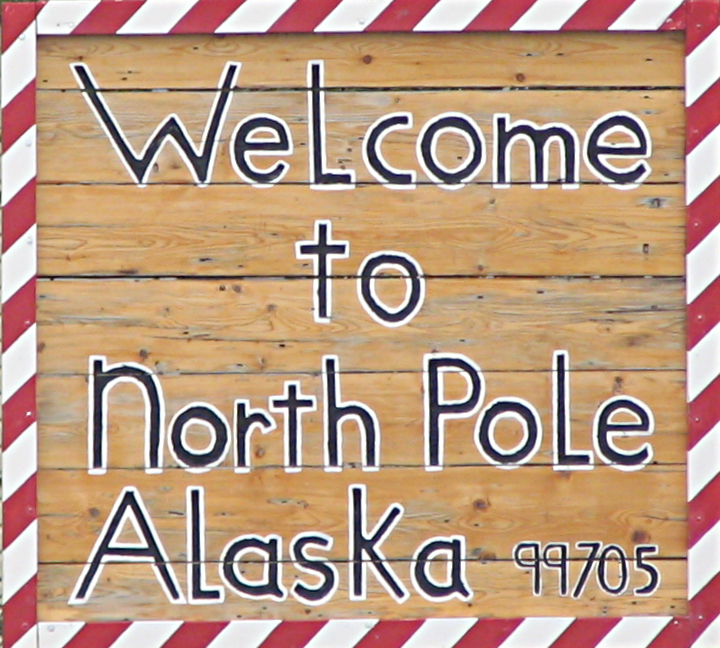
Sinal: "Bem vindo a north Pole Alasca"

North Pole (cujo nome quer dizer "Polo Norte" em inglês) é uma cidade localizada no estado americano de Alasca, no Distrito de Fairbanks North Star.

## Demografia
Segundo o censo americano de 2000, a sua população era de 1570 habitantes.
Em 2019, foi estimada uma população de 2 094, um aumento de 524 (33%) desde 2000.

## Geografia
De acordo com o United States Census Bureau, a localidade tem uma área de 10,9 km², sem área coberta por água.

## Localidades na vizinhança
O diagrama seguinte representa as localidades num raio de 32 km ao redor de North Pole.